# 삼근초등학교
삼근초등학교는 대한민국 경상북도 울진군 금강송면 삼근리에 있는 공립초등학교이다.

## 학교 연혁
- 1934년 10월 1일 삼근공립보통학교 개교(설립인가 7월 2일)
- 1938년 4월 1일 교명 개칭 (삼근공립심상소학교)
- 1941년 4월 1일 교명 개칭 (삼근공립국민학교)
- 1985년 1월 17일 병설유치원(1학급) 인가
- 1992년 3월 1일 광회국민학교, 왕피국민학교 분교장 격하 본교에 편입
- 1996년 3월 1일 삼근초등학교 교명 개칭
- 2017년 3월 1일 광회분교장 폐교
- 2019년 3월 1일 왕피분교장 폐교
- 2021년 9월 1일 임진표 교장 부임(제39대)
- 2022년 1월 10일 제85회 졸업식(남1, 여2 계 3명, 총 졸업생수: 2,546명)
- 2022년 3월 1일 초등 7학급(특수 1학급), 유치원 1학급 편성

## 학교 상징
- 교화 : 목련 - 이른 봄에 곱게 피는 목련처럼 정직하고 깨끗하고 소박한 새사람이 될 것을 굳게 다짐한다.
- 교목 : 금강송 - 사철 푸른 금강송 같이 푸른 꿈을 안고 씩씩하게 자라서 나라를 빛내는 새 일꾼이 될 것을 굳게 다짐한다.

## 참고 자료
- 삼근초등학교 - 한국교육학술정보원 학교알리미